# Chemical Research in Toxicology
Chemical Research in Toxicology (abrégé en Chem. Res. Toxicol.) est une revue scientifique mensuelle à comité de lecture qui publie des articles de recherches concernant la toxicologie.
D'après le Journal Citation Reports, le facteur d'impact de ce journal était de 3,529 en 2014. L'actuel directeur de publication est Stephen S. Hecht.